# Иван Казаков
Иван Проданов Казаков е български свещеник и революционер, деец на Вътрешната македоно-одринска революционна организация.

## Биография
Роден е на 5 февруари 1861 година в град Бунархисар, тогава в Османската империя. Става свещник и служи в църквата „Света Богородица” в село Велика, Лозенградско. Същевременно развива революционна дейност. Арестуван е в 1901 година, осъден е и изпратен на заточение в крепостта Паяс кале. Емигрира в Свободна България и служи в Айтос.
Свещеник Иван Казаков умира на 17 юни 1948 година в Айтос.